# Made in America (album Carpenters)
Made in America – dziesiąty studyjny album w dyskografii duetu The Carpenters. Ukazał się nakładem wytwórni A&M Records 16 czerwca 1981 r. pod numerem katalogowym SP 3723. Jest ostatnią płytą długogrającą jak ukazała się za życia Karen Carpenter. W Wielkiej Brytanii dotarł na liście UK Albums Chart  do miejsca 12  rozchodząc się w nakładzie 60 000 egzemplarzy dający status srebrnej płyty, natomiast na amerykańskiej liście Billboard 200 najwyższa zajmowana pozycja to miejsce 52. 

## Lista utworów
Strona A
1. „Those Good Old Dreams” (John Bettis, Richard Carpenter) – 4:12
2. „Strength of a Woman” (Phyllis Brown, Juanita Curiel) – 3:59
3. „(Want You) Back in My Life Again” (Kerry Chater, Chris Christian) – 3:40
4. „When You've Got What It Takes” (Bill Lane, Roger Nichols) – 3:41
5. „Somebody's Been Lyin'” (Burt Bacharach, Carole Bayer Sager) – 4:25

Strona B
1. „I Believe You” (Dick Addrisi, Don Addrisi) – 3:54

1. „Touch Me When We're Dancing” (Kenny Bell, Terry Skinner, Jerry Lee Wallace) – 3:19

1. „When It's Gone (It's Just Gone)” (Randy Handley) – 5:01
2. „Beechwood 4-5789” (Marvin Gaye, George Gordy, William „Mickey” Stevenson) – 3:06

1. „Because We Are in Love (The Wedding Song)” (John Bettis, Richard Carpenter) – 5:04

## Twórcy
- Wokal – Karen Carpenter, Richard Carpenter
- Chórki – Karen Carpenter (nagrania: A1 do B4), Richard Carpenter (nagrania: A1 do B4)
- Gitara akustyczna – Tim May (nagrania: A1, A3 do B2, B5)
- Gitara basowa – Joe Osborn
- Perkusja – Larrie Londin (nagrania: A2, B1 do B3), Ron Tutt (nagrania: A1 do A3, A5, B4, B5)
- Gitara elektryczna – Tim May (nagrania: A1 do A3, B1 do B4), Tony Peluso (nagrania: A2 do A4, B2, B3)
- Instrumenty perkusyjne  – Paulinho Da Costa (nagrania: A1 do A4, B2)
- Harfa – Gayle Levant (nagrania: A1, A2, A4, A5, B2, B4, B5)
- Instrumenty klawiszowe – Richard Carpenter
- Obój – Earl Dumler (nagrania: A2, A4, A5, B2, B3)
- Koncertmistrz – Jimmy Getzoff (nagrania: A1 do A4, B1 do B4)
- Orkiestracja – Richard Carpenter (nagrania: A1 do A4, B1 do B4)
- Saksofon tenorowy – Tom Scott (nagrania: A3, B2, B4)
- Aranżacja – Richard Carpenter (nagrania: A1 do A5, B2 do B5)
- Producent – Richard Carpenter
- Kierownictwo artystyczne – Chuck Beeson, Jeff Ayeroff
- Ilustracja – David Willardson
- Zdjęcia – John Engstead
- Projekt okładki – Lynn Robb
- Mastering – Bernie Grundman
- Inżynier dźwięku – Roger Young (nagrania: A1 do A5, B2 do B5)

## Single

### Touch Me When We're Dancing
- Singiel  7” wydany w USA w 1981 przez A&M Records – (A&M 2344)

(US Billboard Hot 100 #16, US Adult Contemporary #1)
1. „Touch Me When We're Dancing”
2. „Because We Are in Love (The Wedding Song)”

### (Want You) Back in My Life Again
- Singiel  7” wydany w USA w 1981 przez A&M Records  – (A&M 2370)

(US Billboard Hot 100 #72)
1. „(Want You) Back in My Life Again"
2. „Somebody's Been Lyin'"

### Those Good Old Dreams
- Singiel  7” wydany w USA w 1981 przez A&M Records  – (A&M 2386)

(US Billboard Hot 100 #63, US Adult Contemporary #21)
1. „Those Good Old Dreams”
2. „When It's Gone (It's Just Gone)”

### Beechwood 4-5789
- Singiel  7” wydany w USA  w 1981 przez A&M Records  – (A&M 2405)

(US Billboard Hot 100 #74, Adult Contemporary #21)
1. „Beechwood 4-5789”
2. „Two Sides"

### I Believe You
- Singiel  7” wydany w USA  w 1978 przez A&M Records  – (A&M 2097-S)

(US Billboard Hot 100 #68)
1. „I Believe You”
2. „B’Wanna She No Home"